# (31833) 2000 AW123
2000 AW123 (asteroide 31833) é um asteroide da cintura principal. Possui uma excentricidade de 0.13465990 e uma inclinação de 13.47034º.
Este asteroide foi descoberto no dia 5 de janeiro de 2000 por LINEAR em Socorro.